# Liste des planètes mineures (524001-525000)
Voici la liste des planètes mineures numérotées de 524001 à 525000. Les planètes mineures sont numérotées lorsque leur orbite est confirmée, ce qui peut parfois se produire longtemps après leur découverte. Elles sont classées ici par leur numéro.

## Planètes mineures 524001 à 525000
- (524001) 1999 TG307
- (524002) 1999 TX313
- (524003) 1999 TX318
- (524004) 1999 TZ334
- (524005) 1999 TP336
- (524006) 1999 UA23
- (524007) 1999 UT44
- (524008) 1999 UP46
- (524009) 1999 UU53
- (524010) 1999 UU59
- (524011) 1999 VG41
- (524012) 1999 VH85
- (524013) 1999 VZ118
- (524014) 1999 VT119
- (524015) 1999 VD126
- (524016) 1999 VN128
- (524017) 1999 VS149
- (524018) 1999 VW182
- (524019) 1999 VG208
- (524020) 1999 VG214
- (524021) 1999 WK15
- (524022) 1999 WV20
- (524023) 1999 WH23
- (524024) 1999 WO27
- (524025) 1999 XT54
- (524026) 1999 XF138
- (524027) 1999 XF224
- (524028) 1999 XM232
- (524029) 1999 XJ253
- (524030) 1999 XS253
- (524031) 1999 XJ258
- (524032) 1999 YQ25
- (524033) 2000 AN145
- (524034) 2000 AV164
- (524035) 2000 AM211
- (524036) 2000 AS225
- (524037) 2000 AA234
- (524038) 2000 AS257
- (524039) 2000 AA258
- (524040) 2000 BK20
- (524041) 2000 BJ43
- (524042) 2000 BX44
- (524043) 2000 BE47
- (524044) 2000 CP69
- (524045) 2000 CF74
- (524046) 2000 CR78
- (524047) 2000 CF96
- (524048) 2000 CC98
- (524049) 2000 CQ105
- (524050) 2000 CQ106
- (524051) 2000 CR126
- (524052) 2000 CR127
- (524053) 2000 CK143
- (524054) 2000 DV16
- (524055) 2000 DX67
- (524056) 2000 DD89
- (524057) 2000 EK5
- (524058) 2000 EV22
- (524059) 2000 EM55
- (524060) 2000 EP67
- (524061) 2000 EK72
- (524062) 2000 EG102
- (524063) 2000 EG161
- (524064) 2000 EQ163
- (524065) 2000 EM205
- (524066) 2000 EO208
- (524067) 2000 EQ208
- (524068) 2000 FA67
- (524069) 2000 FV68
- (524070) 2000 FQ70
- (524071) 2000 GY21
- (524072) 2000 GS34
- (524073) 2000 GM64
- (524074) 2000 GA121
- (524075) 2000 GT129
- (524076) 2000 GB145
- (524077) 2000 GW149
- (524078) 2000 GD151
- (524079) 2000 GL175
- (524080) 2000 GP176
- (524081) 2000 GK182
- (524082) 2000 HA1
- (524083) 2000 HC1
- (524084) 2000 HU91
- (524085) 2000 HC93
- (524086) 2000 JM94
- (524087) 2000 KE5
- (524088) 2000 KW35
- (524089) 2000 KV38
- (524090) 2000 KW71
- (524091) 2000 NW28
- (524092) 2000 OL2
- (524093) 2000 PF4
- (524094) 2000 QP25
- (524095) 2000 QP30
- (524096) 2000 QB34
- (524097) 2000 QR34
- (524098) 2000 QV38
- (524099) 2000 QJ56
- (524100) 2000 QA108
- (524101) 2000 QL147
- (524102) 2000 QA148
- (524103) 2000 QG166
- (524104) 2000 QO172
- (524105) 2000 QX179
- (524106) 2000 QN221
- (524107) 2000 QF225
- (524108) 2000 QQ243
- (524109) 2000 QT250
- (524110) 2000 RO36
- (524111) 2000 RE58
- (524112) 2000 RS77
- (524113) 2000 RX107
- (524114) 2000 SB1
- (524115) 2000 SY9
- (524116) 2000 SF21
- (524117) 2000 SV23
- (524118) 2000 SW23
- (524119) 2000 SD54
- (524120) 2000 SR94
- (524121) 2000 SN97
- (524122) 2000 SR100
- (524123) 2000 SB131
- (524124) 2000 SC131
- (524125) 2000 SE135
- (524126) 2000 SO185
- (524127) 2000 SD189
- (524128) 2000 SC195
- (524129) 2000 SB236
- (524130) 2000 SZ326
- (524131) 2000 SU341
- (524132) 2000 SA342
- (524133) 2000 SV345
- (524134) 2000 SV355
- (524135) 2000 SU360
- (524136) 2000 SD372
- (524137) 2000 TB12
- (524138) 2000 TX29
- (524139) 2000 TY30
- (524140) 2000 TB31
- (524141) 2000 UL1
- (524142) 2000 UY11
- (524143) 2000 UD16
- (524144) 2000 UC96
- (524145) 2000 VE3
- (524146) 2000 VV11
- (524147) 2000 VO58
- (524148) 2000 WE3
- (524149) 2000 WE5
- (524150) 2000 WJ10
- (524151) 2000 WV34
- (524152) 2000 WQ51
- (524153) 2000 WR63
- (524154) 2000 WW63
- (524155) 2000 WA64
- (524156) 2000 WB64
- (524157) 2000 WE64
- (524158) 2000 WV65
- (524159) 2000 WM105
- (524160) 2000 WM149
- (524161) 2000 WK166
- (524162) 2000 WB185
- (524163) 2000 XH
- (524164) 2000 YU3
- (524165) 2000 YC9
- (524166) 2000 YN23
- (524167) 2000 YR37
- (524168) 2000 YK140
- (524169) 2001 AN1
- (524170) 2001 BO37
- (524171) 2001 BR81
- (524172) 2001 DQ42
- (524173) 2001 DG64
- (524174) 2001 DJ72
- (524175) 2001 DJ90
- (524176) 2001 FW31
- (524177) 2001 FD84
- (524178) 2001 FJ85
- (524179) 2001 FQ185
- (524180) 2001 FT193
- (524181) 2001 FY196
- (524182) 2001 HF7
- (524183) 2001 HN24
- (524184) 2001 HU68
- (524185) 2001 KF18
- (524186) 2001 KA55
- (524187) 2001 OJ78
- (524188) 2001 PU58
- (524189) 2001 PH67
- (524190) 2001 QB52
- (524191) 2001 QJ72
- (524192) 2001 QW130
- (524193) 2001 QQ145
- (524194) 2001 QV151
- (524195) 2001 QU158
- (524196) 2001 QP181
- (524197) 2001 QZ212
- (524198) 2001 QC333
- (524199) 2001 RM14
- (524200) 2001 RF20
- (524201) 2001 RH33
- (524202) 2001 RV40
- (524203) 2001 RA42
- (524204) 2001 RD47
- (524205) 2001 RN57
- (524206) 2001 RD60
- (524207) 2001 RP82
- (524208) 2001 RL97
- (524209) 2001 RH99
- (524210) 2001 RH105
- (524211) 2001 RA115
- (524212) 2001 RO115
- (524213) 2001 RZ123
- (524214) 2001 RP124
- (524215) 2001 RQ135
- (524216) 2001 RU143
- (524217) 2001 RZ143
- (524218) 2001 SN13
- (524219) 2001 SZ86
- (524220) 2001 SL87
- (524221) 2001 ST97
- (524222) 2001 SJ114
- (524223) 2001 SR147
- (524224) 2001 SH174
- (524225) 2001 SW186
- (524226) 2001 SX187
- (524227) 2001 SP190
- (524228) 2001 ST193
- (524229) 2001 SH196
- (524230) 2001 SC204
- (524231) 2001 SG204
- (524232) 2001 SQ206
- (524233) 2001 SL210
- (524234) 2001 SZ211
- (524235) 2001 SU212
- (524236) 2001 ST216
- (524237) 2001 SE217
- (524238) 2001 SQ217
- (524239) 2001 SS224
- (524240) 2001 SP232
- (524241) 2001 ST242
- (524242) 2001 SJ258
- (524243) 2001 SV273
- (524244) 2001 SX292
- (524245) 2001 SF300
- (524246) 2001 SM300
- (524247) 2001 SO304
- (524248) 2001 SH305
- (524249) 2001 SU306
- (524250) 2001 SP317
- (524251) 2001 SC320
- (524252) 2001 SQ320
- (524253) 2001 SG331
- (524254) 2001 SE332
- (524255) 2001 SN336
- (524256) 2001 SR336
- (524257) 2001 SH337
- (524258) 2001 SK338
- (524259) 2001 SV343
- (524260) 2001 SQ348
- (524261) 2001 SX352
- (524262) 2001 SL354
- (524263) 2001 TZ2
- (524264) 2001 TA5
- (524265) 2001 TF25
- (524266) 2001 TN26
- (524267) 2001 TE30
- (524268) 2001 TO48
- (524269) 2001 TN50
- (524270) 2001 TE56
- (524271) 2001 TA58
- (524272) 2001 TP81
- (524273) 2001 TC87
- (524274) 2001 TX95
- (524275) 2001 TR128
- (524276) 2001 TA129
- (524277) 2001 TH153
- (524278) 2001 TG156
- (524279) 2001 TQ173
- (524280) 2001 TA176
- (524281) 2001 TB177
- (524282) 2001 TB180
- (524283) 2001 TR186
- (524284) 2001 TK188
- (524285) 2001 TJ205
- (524286) 2001 TQ209
- (524287) 2001 TO231
- (524288) 2001 TA242
- (524289) 2001 TW244
- (524290) 2001 TQ254
- (524291) 2001 TS263
- (524292) 2001 UQ19
- (524293) 2001 UR25
- (524294) 2001 UZ39
- (524295) 2001 UL45
- (524296) 2001 UF71
- (524297) 2001 UT74
- (524298) 2001 UV95
- (524299) 2001 UC110
- (524300) 2001 UW128
- (524301) 2001 US135
- (524302) 2001 UW136
- (524303) 2001 UG138
- (524304) 2001 UG163
- (524305) 2001 UG184
- (524306) 2001 UV188
- (524307) 2001 UH220
- (524308) 2001 UK229
- (524309) 2001 VF4
- (524310) 2001 VN8
- (524311) 2001 VZ21
- (524312) 2001 VV39
- (524313) 2001 VT51
- (524314) 2001 VL57
- (524315) 2001 VF61
- (524316) 2001 VG73
- (524317) 2001 VP74
- (524318) 2001 VC83
- (524319) 2001 VA86
- (524320) 2001 VS102
- (524321) 2001 VB103
- (524322) 2001 VD107
- (524323) 2001 WP
- (524324) 2001 WY4
- (524325) 2001 WD9
- (524326) 2001 WD31
- (524327) 2001 WP36
- (524328) 2001 WC37
- (524329) 2001 WF45
- (524330) 2001 WE52
- (524331) 2001 WF62
- (524332) 2001 WF71
- (524333) 2001 WV73
- (524334) 2001 WN80
- (524335) 2001 WQ81
- (524336) 2001 WB98
- (524337) 2001 WR99
- (524338) 2001 WM104
- (524339) 2001 XN1
- (524340) 2001 XZ1
- (524341) 2001 XH2
- (524342) 2001 XN4
- (524343) 2001 XC6
- (524344) 2001 XQ8
- (524345) 2001 XR32
- (524346) 2001 XO38
- (524347) 2001 XZ41
- (524348) 2001 XF73
- (524349) 2001 XS75
- (524350) 2001 XS83
- (524351) 2001 XD91
- (524352) 2001 XN113
- (524353) 2001 XJ120
- (524354) 2001 XE129
- (524355) 2001 XZ130
- (524356) 2001 XB137
- (524357) 2001 XL138
- (524358) 2001 XX138
- (524359) 2001 XL160
- (524360) 2001 XT162
- (524361) 2001 XJ170
- (524362) 2001 XE174
- (524363) 2001 XX201
- (524364) 2001 XY221
- (524365) 2001 XQ254
- (524366) 2001 XR254
- (524367) 2001 XU255
- (524368) 2001 XT265
- (524369) 2001 YB4
- (524370) 2001 YJ12
- (524371) 2001 YM12
- (524372) 2001 YP16
- (524373) 2001 YM18
- (524374) 2001 YG19
- (524375) 2001 YS19
- (524376) 2001 YL35
- (524377) 2001 YN36
- (524378) 2001 YX39
- (524379) 2001 YM55
- (524380) 2001 YS56
- (524381) 2001 YU76
- (524382) 2001 YO82
- (524383) 2001 YS92
- (524384) 2001 YR100
- (524385) 2001 YJ106
- (524386) 2001 YB124
- (524387) 2001 YN129
- (524388) 2001 YN138
- (524389) 2001 YJ142
- (524390) 2001 YK146
- (524391) 2002 AD2
- (524392) 2002 AU5
- (524393) 2002 AM6
- (524394) 2002 AY14
- (524395) 2002 AW17
- (524396) 2002 AL21
- (524397) 2002 AA33
- (524398) 2002 AG33
- (524399) 2002 AN44
- (524400) 2002 AY44
- (524401) 2002 AQ48
- (524402) 2002 AP56
- (524403) 2002 AD74
- (524404) 2002 AH74
- (524405) 2002 AM126
- (524406) 2002 AK127
- (524407) 2002 AZ167
- (524408) 2002 AU171
- (524409) 2002 AQ182
- (524410) 2002 AY183
- (524411) 2002 AW189
- (524412) 2002 AF190
- (524413) 2002 AO191
- (524414) 2002 AH193
- (524415) 2002 AT195
- (524416) 2002 AG196
- (524417) 2002 AN198
- (524418) 2002 AD200
- (524419) 2002 AD201
- (524420) 2002 BW30
- (524421) 2002 CN12
- (524422) 2002 CJ25
- (524423) 2002 CR89
- (524424) 2002 CF90
- (524425) 2002 CP118
- (524426) 2002 CH135
- (524427) 2002 CV148
- (524428) 2002 CV150
- (524429) 2002 CM158
- (524430) 2002 CD163
- (524431) 2002 CB184
- (524432) 2002 CN188
- (524433) 2002 CB195
- (524434) 2002 CU205
- (524435) 2002 CY248
- (524436) 2002 CL255
- (524437) 2002 CN265
- (524438) 2002 CU265
- (524439) 2002 CN275
- (524440) 2002 CS278
- (524441) 2002 CW279
- (524442) 2002 CY285
- (524443) 2002 DA4
- (524444) 2002 DC14
- (524445) 2002 EG10
- (524446) 2002 EC13
- (524447) 2002 EX14
- (524448) 2002 EP18
- (524449) 2002 EZ38
- (524450) 2002 EH50
- (524451) 2002 EW79
- (524452) 2002 EV81
- (524453) 2002 ET116
- (524454) 2002 EB119
- (524455) 2002 EY130
- (524456) 2002 EP132
- (524457) 2002 FW6
- (524458) 2002 FT18
- (524459) 2002 GA
- (524460) 2002 GF32
- (524461) 2002 GR46
- (524462) 2002 GC82
- (524463) 2002 GR89
- (524464) 2002 GK97
- (524465) 2002 GR124
- (524466) 2002 GL173
- (524467) 2002 GJ181
- (524468) 2002 GQ185
- (524469) 2002 GA192
- (524470) 2002 HQ13
- (524471) 2002 JW15
- (524472) 2002 JE96
- (524473) 2002 JW100
- (524474) 2002 KJ3
- (524475) 2002 KJ4
- (524476) 2002 KZ11
- (524477) 2002 LV6
- (524478) 2002 LF61
- (524479) 2002 NV71
- (524480) 2002 OH33
- (524481) 2002 PZ10
- (524482) 2002 PT76
- (524483) 2002 PT80
- (524484) 2002 PP114
- (524485) 2002 PL178
- (524486) 2002 PP202
- (524487) 2002 QH5
- (524488) 2002 QR81
- (524489) 2002 QU97
- (524490) 2002 QA112
- (524491) 2002 QJ131
- (524492) 2002 QQ150
- (524493) 2002 RM
- (524494) 2002 RX30
- (524495) 2002 RV48
- (524496) 2002 RG53
- (524497) 2002 RO77
- (524498) 2002 RT112
- (524499) 2002 RH160
- (524500) 2002 RD179
- (524501) 2002 RH181
- (524502) 2002 RE254
- (524503) 2002 RJ274
- (524504) 2002 SD28
- (524505) 2002 SY58
- (524506) 2002 SU73
- (524507) 2002 TU87
- (524508) 2002 TR96
- (524509) 2002 TG122
- (524510) 2002 TY229
- (524511) 2002 TJ247
- (524512) 2002 TV317
- (524513) 2002 TA374
- (524514) 2002 TS379
- (524515) 2002 TP387
- (524516) 2002 UN
- (524517) 2002 UN24
- (524518) 2002 UE43
- (524519) 2002 UT43
- (524520) 2002 UZ49
- (524521) 2002 UC74
- (524522) Zoozve
- (524523) 2002 VU95
- (524524) 2002 VV97
- (524525) 2002 VY145
- (524526) 2002 XC57
- (524527) 2002 XU59
- (524528) 2002 XF66
- (524529) 2002 XP85
- (524530) 2002 XC91
- (524531) 2002 XH91
- (524532) 2002 XW105
- (524533) 2002 YZ33
- (524534) 2003 AO
- (524535) 2003 AC3
- (524536) 2003 AO4
- (524537) 2003 AL10
- (524538) 2003 AN16
- (524539) 2003 AQ27
- (524540) 2003 AA47
- (524541) 2003 AS61
- (524542) 2003 AN79
- (524543) 2003 AK82
- (524544) 2003 BA9
- (524545) 2003 BW21
- (524546) 2003 BZ90
- (524547) 2003 BQ93
- (524548) 2003 DL15
- (524549) 2003 EL13
- (524550) 2003 EM16
- (524551) 2003 EP32
- (524552) 2003 EH43
- (524553) 2003 EM43
- (524554) 2003 EE56
- (524555) 2003 FH13
- (524556) 2003 FL37
- (524557) 2003 FG40
- (524558) 2003 FY83
- (524559) 2003 FA94
- (524560) 2003 FQ96
- (524561) 2003 FT96
- (524562) 2003 FN97
- (524563) 2003 FV99
- (524564) 2003 FW99
- (524565) 2003 GX15
- (524566) 2003 GU17
- (524567) 2003 GF18
- (524568) 2003 GB20
- (524569) 2003 GH20
- (524570) 2003 GT27
- (524571) 2003 GO36
- (524572) 2003 GO38
- (524573) 2003 GD53
- (524574) 2003 HN5
- (524575) 2003 HP19
- (524576) 2003 HT19
- (524577) 2003 HS23
- (524578) 2003 HD26
- (524579) 2003 HX43
- (524580) 2003 HQ56
- (524581) 2003 JY
- (524582) 2003 JF3
- (524583) 2003 JN4
- (524584) 2003 JM9
- (524585) 2003 KR
- (524586) 2003 KL12
- (524587) 2003 KJ13
- (524588) 2003 KM13
- (524589) 2003 KB14
- (524590) 2003 KZ30
- (524591) 2003 KT31
- (524592) 2003 KK34
- (524593) 2003 NZ
- (524594) 2003 NW1
- (524595) 2003 NT2
- (524596) 2003 NV11
- (524597) 2003 OQ13
- (524598) 2003 PJ
- (524599) 2003 PC11
- (524600) 2003 PY12
- (524601) 2003 PC13
- (524602) 2003 QP9
- (524603) 2003 QA31
- (524604) 2003 QZ46
- (524605) 2003 QW48
- (524606) 2003 QT79
- (524607) Davecarter
- (524608) 2003 QG108
- (524609) 2003 QY108
- (524610) 2003 QA109
- (524611) 2003 QF110
- (524612) 2003 QA112
- (524613) 2003 QW113
- (524614) 2003 QA115
- (524615) 2003 RJ4
- (524616) 2003 RD21
- (524617) 2003 RK24
- (524618) 2003 RU27
- (524619) 2003 SS
- (524620) 2003 SK1
- (524621) 2003 SF7
- (524622) 2003 SO8
- (524623) 2003 SF9
- (524624) 2003 SN12
- (524625) 2003 SJ62
- (524626) 2003 SS63
- (524627) 2003 SL69
- (524628) 2003 SU72
- (524629) 2003 SQ74
- (524630) 2003 SL82
- (524631) 2003 SC100
- (524632) 2003 SH105
- (524633) 2003 SP105
- (524634) 2003 SS106
- (524635) 2003 SS130
- (524636) 2003 SJ133
- (524637) 2003 SY151
- (524638) Kaffkamargit
- (524639) 2003 SA169
- (524640) 2003 SF173
- (524641) 2003 SP181
- (524642) 2003 SG183
- (524643) 2003 SF187
- (524644) 2003 SC220
- (524645) 2003 SE220
- (524646) 2003 SO224
- (524647) 2003 SH228
- (524648) 2003 SJ241
- (524649) 2003 SA254
- (524650) 2003 SN254
- (524651) 2003 SP254
- (524652) 2003 SE255
- (524653) 2003 SD257
- (524654) 2003 SP262
- (524655) 2003 SR267
- (524656) 2003 SD289
- (524657) 2003 SQ311
- (524658) 2003 SD314
- (524659) 2003 SL316
- (524660) 2003 SV323
- (524661) 2003 SB327
- (524662) 2003 SC332
- (524663) 2003 SD334
- (524664) 2003 SA336
- (524665) 2003 SD343
- (524666) 2003 SN344
- (524667) 2003 SX357
- (524668) 2003 SD359
- (524669) 2003 SA360
- (524670) 2003 SL361
- (524671) 2003 SS402
- (524672) 2003 SA429
- (524673) 2003 SH429
- (524674) 2003 SV429
- (524675) 2003 ST431
- (524676) 2003 SK432
- (524677) 2003 SL434
- (524678) 2003 TA
- (524679) 2003 TW5
- (524680) 2003 TM22
- (524681) 2003 TL23
- (524682) 2003 TT27
- (524683) 2003 TY28
- (524684) 2003 TB29
- (524685) 2003 TG29
- (524686) 2003 TE31
- (524687) 2003 TR32
- (524688) 2003 TD34
- (524689) 2003 TL35
- (524690) 2003 TA36
- (524691) 2003 TK40
- (524692) 2003 TS46
- (524693) 2003 TD47
- (524694) 2003 TS52
- (524695) 2003 TD53
- (524696) 2003 TC55
- (524697) 2003 TO59
- (524698) 2003 TS59
- (524699) 2003 TV59
- (524700) 2003 UB15
- (524701) 2003 US19
- (524702) 2003 UT19
- (524703) 2003 UG20
- (524704) 2003 UY26
- (524705) 2003 UL33
- (524706) 2003 UH34
- (524707) 2003 UM34
- (524708) 2003 UO34
- (524709) 2003 UH42
- (524710) 2003 UV44
- (524711) 2003 UJ46
- (524712) 2003 UC48
- (524713) 2003 UT71
- (524714) 2003 UT72
- (524715) 2003 UV94
- (524716) 2003 UR105
- (524717) 2003 US108
- (524718) 2003 UT108
- (524719) 2003 UY110
- (524720) 2003 UP127
- (524721) 2003 UB136
- (524722) 2003 US156
- (524723) 2003 UW159
- (524724) 2003 UV161
- (524725) 2003 UP163
- (524726) 2003 UY167
- (524727) 2003 UH179
- (524728) 2003 UE193
- (524729) 2003 UQ194
- (524730) 2003 UC196
- (524731) 2003 UE196
- (524732) 2003 UL203
- (524733) 2003 UC205
- (524734) 2003 UN208
- (524735) 2003 UP217
- (524736) 2003 UK224
- (524737) 2003 UB231
- (524738) 2003 UJ233
- (524739) 2003 UK233
- (524740) 2003 US244
- (524741) 2003 UL251
- (524742) 2003 UJ266
- (524743) 2003 UR267
- (524744) 2003 UW271
- (524745) 2003 UB278
- (524746) 2003 UE289
- (524747) 2003 UJ292
- (524748) 2003 US297
- (524749) 2003 UC299
- (524750) 2003 UR300
- (524751) 2003 UY300
- (524752) 2003 UB302
- (524753) 2003 UD302
- (524754) 2003 UV302
- (524755) 2003 UU305
- (524756) 2003 UV305
- (524757) 2003 UT306
- (524758) 2003 UD307
- (524759) 2003 UA313
- (524760) 2003 UE313
- (524761) 2003 UJ313
- (524762) 2003 UK316
- (524763) 2003 UC321
- (524764) 2003 UG321
- (524765) 2003 UN322
- (524766) 2003 UH326
- (524767) 2003 UM334
- (524768) 2003 UP334
- (524769) 2003 UP337
- (524770) 2003 UG345
- (524771) 2003 UD350
- (524772) 2003 UO355
- (524773) 2003 UJ356
- (524774) 2003 UC358
- (524775) 2003 UF359
- (524776) 2003 UC361
- (524777) 2003 UF361
- (524778) 2003 UV361
- (524779) 2003 UN366
- (524780) 2003 UR366
- (524781) 2003 UH367
- (524782) 2003 UZ367
- (524783) 2003 UV368
- (524784) 2003 UG400
- (524785) 2003 UB402
- (524786) 2003 UD408
- (524787) 2003 UU418
- (524788) 2003 VV6
- (524789) 2003 WM2
- (524790) 2003 WK4
- (524791) 2003 WO15
- (524792) 2003 WO38
- (524793) 2003 WB43
- (524794) 2003 WT51
- (524795) 2003 WR65
- (524796) 2003 WW106
- (524797) 2003 WK112
- (524798) 2003 WJ123
- (524799) 2003 WA129
- (524800) 2003 WP133
- (524801) 2003 WN156
- (524802) 2003 WS156
- (524803) 2003 WA157
- (524804) 2003 WF165
- (524805) 2003 WL173
- (524806) 2003 WS174
- (524807) 2003 WZ174
- (524808) 2003 WA179
- (524809) 2003 WC194
- (524810) 2003 WU194
- (524811) 2003 WY194
- (524812) 2003 WW195
- (524813) 2003 XG20
- (524814) 2003 XD29
- (524815) 2003 XX30
- (524816) 2003 XM32
- (524817) 2003 YU2
- (524818) 2003 YK3
- (524819) 2003 YM8
- (524820) 2003 YG12
- (524821) 2003 YX23
- (524822) 2003 YN31
- (524823) 2003 YT41
- (524824) 2003 YH44
- (524825) 2003 YU69
- (524826) 2003 YJ85
- (524827) 2003 YC87
- (524828) 2003 YL98
- (524829) 2003 YT121
- (524830) 2003 YE145
- (524831) 2003 YA157
- (524832) 2003 YE162
- (524833) 2003 YA170
- (524834) 2003 YL179
- (524835) 2004 AB14
- (524836) 2004 AS17
- (524837) 2004 AE20
- (524838) 2004 AB22
- (524839) 2004 AD22
- (524840) 2004 AY22
- (524841) 2004 AY23
- (524842) 2004 AH24
- (524843) 2004 BR24
- (524844) 2004 BW24
- (524845) 2004 BC61
- (524846) 2004 BA68
- (524847) 2004 BB100
- (524848) 2004 BT100
- (524849) 2004 BG127
- (524850) 2004 BQ130
- (524851) 2004 BY131
- (524852) 2004 BY135
- (524853) 2004 BP136
- (524854) 2004 BX136
- (524855) 2004 BC144
- (524856) 2004 BS153
- (524857) 2004 BO163
- (524858) 2004 BU163
- (524859) 2004 CE16
- (524860) 2004 CH16
- (524861) 2004 CS16
- (524862) 2004 CX25
- (524863) 2004 CZ30
- (524864) 2004 CS32
- (524865) 2004 CB34
- (524866) 2004 CX46
- (524867) 2004 CC47
- (524868) 2004 CN52
- (524869) 2004 CW87
- (524870) 2004 CV89
- (524871) 2004 CH116
- (524872) 2004 CN121
- (524873) 2004 DA1
- (524874) 2004 DZ5
- (524875) 2004 DP17
- (524876) 2004 DE19
- (524877) 2004 DP30
- (524878) 2004 DG74
- (524879) 2004 DH74
- (524880) 2004 DM77
- (524881) 2004 ES22
- (524882) 2004 EQ23
- (524883) 2004 ED29
- (524884) 2004 EP42
- (524885) 2004 ED67
- (524886) 2004 EX97
- (524887) 2004 EC99
- (524888) 2004 EN102
- (524889) 2004 EQ102
- (524890) 2004 ER103
- (524891) 2004 EA107
- (524892) 2004 EZ107
- (524893) 2004 EN108
- (524894) 2004 EM109
- (524895) 2004 FT10
- (524896) 2004 FF21
- (524897) 2004 FX21
- (524898) 2004 FE28
- (524899) 2004 FF28
- (524900) 2004 FB32
- (524901) 2004 FG40
- (524902) 2004 FQ41
- (524903) 2004 FN47
- (524904) 2004 FQ53
- (524905) 2004 FX53
- (524906) 2004 FM59
- (524907) 2004 FW70
- (524908) 2004 FC72
- (524909) 2004 FN72
- (524910) 2004 FV74
- (524911) 2004 FL78
- (524912) 2004 FM78
- (524913) 2004 FO79
- (524914) 2004 FT82
- (524915) 2004 FR94
- (524916) 2004 FU114
- (524917) 2004 FH118
- (524918) 2004 FC123
- (524919) 2004 FA133
- (524920) 2004 FX151
- (524921) 2004 FJ156
- (524922) 2004 FL158
- (524923) 2004 GN7
- (524924) 2004 GV7
- (524925) 2004 GP34
- (524926) 2004 GS51
- (524927) 2004 GD54
- (524928) 2004 GX54
- (524929) 2004 GH56
- (524930) 2004 GN61
- (524931) 2004 GO62
- (524932) 2004 GK66
- (524933) 2004 GC67
- (524934) 2004 GR70
- (524935) 2004 GA77
- (524936) 2004 GW79
- (524937) 2004 HN8
- (524938) 2004 HO19
- (524939) 2004 HA21
- (524940) 2004 HP22
- (524941) 2004 HB24
- (524942) 2004 HR26
- (524943) 2004 HY26
- (524944) 2004 HB32
- (524945) 2004 HE35
- (524946) 2004 HL46
- (524947) 2004 HR47
- (524948) 2004 HG57
- (524949) 2004 HR74
- (524950) 2004 JZ
- (524951) 2004 JT25
- (524952) 2004 JQ31
- (524953) 2004 JF38
- (524954) 2004 JO39
- (524955) 2004 JG48
- (524956) 2004 JS54
- (524957) 2004 JY55
- (524958) 2004 KF7
- (524959) 2004 KJ12
- (524960) 2004 KN16
- (524961) 2004 LP11
- (524962) 2004 LS14
- (524963) 2004 LH23
- (524964) 2004 LK23
- (524965) 2004 MN6
- (524966) 2004 NS13
- (524967) 2004 NW13
- (524968) 2004 NZ19
- (524969) 2004 NB24
- (524970) 2004 NX25
- (524971) 2004 NE30
- (524972) 2004 PV18
- (524973) 2004 PY22
- (524974) 2004 PX27
- (524975) 2004 PY30
- (524976) 2004 PD41
- (524977) 2004 PJ41
- (524978) 2004 PF42
- (524979) 2004 PU48
- (524980) 2004 PA55
- (524981) 2004 PM57
- (524982) 2004 PH65
- (524983) 2004 PF70
- (524984) 2004 PP72
- (524985) 2004 PA76
- (524986) 2004 PH78
- (524987) 2004 PH84
- (524988) 2004 PV102
- (524989) 2004 PF110
- (524990) 2004 PP111
- (524991) 2004 PL113
- (524992) 2004 QH2
- (524993) 2004 QW5
- (524994) 2004 QL29
- (524995) 2004 RS15
- (524996) 2004 RE17
- (524997) 2004 RG20
- (524998) 2004 RN24
- (524999) 2004 RO45
- (525000) 2004 RJ55